# RBS-56 BILL

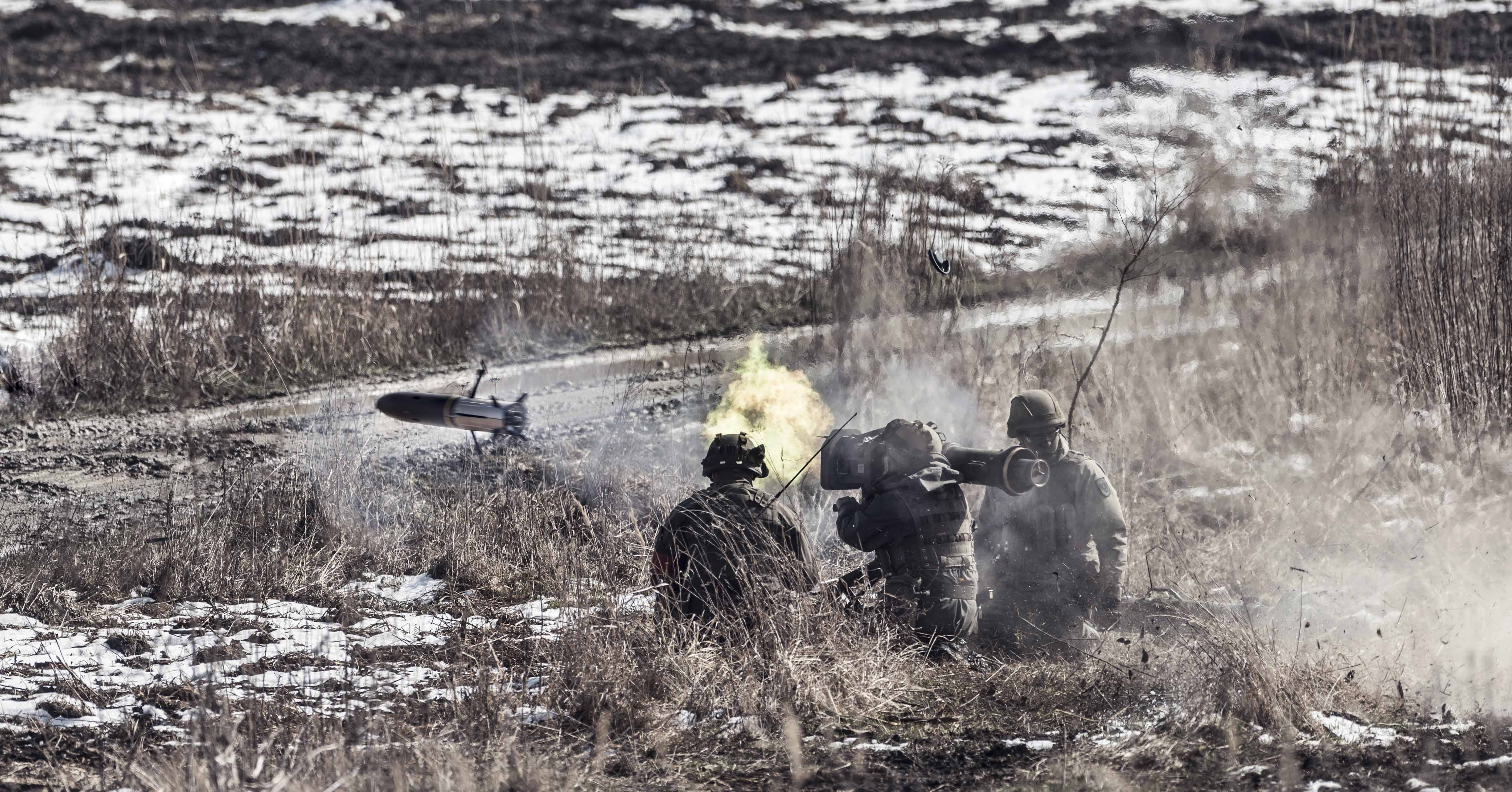
Protitanková řízená střela při výstřelu

RBS-56 BILL (BILL = Bofors Infantry Light and Lethal = Bofors pěchotní lehká a smrtící) je protitanková řízená střela s poloautomatickým povelovým systémem dálkového navedení po záměrné cíle (systém SACLOS) a s přenosem řídících signálů po vodiči.
Tato protitanková řízená střela švédského původu byla vyvinuta firmou Bofors. Jedná se o první operačně zavedený protitankový komplet, který využívá principu zásahu cíle z horní polosféry, kde mají tanky většinou slabší pancéřování. Střela je navedena po vodorovné dráze cca 1 metr nad cíl, pak senzor automaticky iniciuje kumulativní hlavici skloněnou pod úhlem 30°, která proráží horní partie cíle.
Systém BILL používá švédská armáda od roku 1985, ve vývoji je rovněž vylepšený model BILL 2 se zdvojenou kumulativní hlavicí.

## Technická data
- Délka střely: 900 mm
- Průměr těla střely: 150 mm
- Hmotnost střely: 16 kg
- Délka odpalovacího zařízení: ? mm
- Hmotnost odpalovacího zařízení: 38 kg
- Účinný dostřel: minimální 150 m, maximální 2000 m
- Typ bojové hlavice: dolů směrovaná (30°) kumulativní hlavice s bezkontaktním zapalovačem
- Průbojnost pancéřování: neuvedeno, pravděpodobně přes 1000 mm